# Prunus zinggii
Prunus zinggii — вид квіткових рослин з родини трояндових (Rosaceae). Ареал охоплює такі країни: Мексика (Чіуауа, Мічоакан, Сонора, Сакатекас).

## Середовище
Цей вид зустрічається в прибережній рослинності та росте на висотах від 600 до 1600 м. Середовище існування зазнає скорочення внаслідок змін у землекористуванні та пов'язаної з цим діяльності людини.

## Біоморфологічна характеристика
Це вічнозелене дерево заввишки 12–15 м, яке може сягати до 20 м.

## Використання
Насіння Prunus zinggii використовується для виготовлення тортильї та атолів.